# Bomber X
 (mai 2021).
Si vous disposez d'ouvrages ou d'articles de référence ou si vous connaissez des sites web de qualité traitant du thème abordé ici, merci de compléter l'article en donnant les références utiles à sa vérifiabilité et en les liant à la section « Notes et références ».
 (mai 2021).
- Si vous ne connaissez pas le sujet, laissez ce bandeau (vous pouvez alors contacter les auteurs).
- Si vous supprimez le contenu mis en cause (vous pouvez préalablement contacter les auteurs),

argumentez précisément cette suppression dans la page de discussion
(un manque de référence n'est pas un argument ; une recherche réelle de référence doit avoir été effectuée, être formellement documentée).
Bomber X (Xボンバー, Ekkusu Bonbā) est une série télévisée de science-fiction japonaise réalisée à base de marionnettes animées, en 24 épisodes de 25 minutes, créée par le mangaka japonais Go Nagai et diffusée du 4 octobre 1980 au 28 mars 1981 sur Fuji TV.
En France, la série a été diffusée à partir du 21 septembre 1983 sur TF1 dans l'émission Vitamine, et au Québec à partir du 14 avril 1985 sur TVJQ sous le titre « Star Fleet ».

## Synopsis
À la fin du troisième millénaire (en 2999), la troisième guerre de l'Espace vient de prendre fin, et la paix est revenue sur Terre. Pourtant, une nouvelle menace se profile déjà à l'horizon : aux confins de la galaxie, le Roi Artus, chef suprême de l'Empire Uranor, convoite un pouvoir mystérieux portant le nom de « Force One », et censé se trouver sur notre planète. Un vaisseau impérial surpuissant sous les ordres du Commandant Gorgona et de l'Amiral Carzule attaque et détruit la base avancée de Pluton-Alpha, avant de se tourner vers la Terre. Impuissant, le Bureau de la Défense Terrienne fait appel au Docteur Ben, commandant de la Base Lunaire et concepteur en second du Bombardier X, un croiseur de combat dernier cri ; additionnellement, les Forces de Défense Terriennes envoient leurs trois plus brillants élèves (Cyril, Héraclès et Léo) afin d'assister Ben dans sa mission. Une jeune femme à l'origine inconnue du nom de Floriane se joint bientôt à eux, avec son garde du corps Raspoutnik, sorte de gros yéti extraterrestre. L'équipage compte également PP Adamsky, surnommé PPA, un petit robot jaune qui passe son temps à râler et donner des ordres.

## Personnages

### L'équipage du Bombardier X
- Cyril (Shiro Ginga) (VF : Éric Legrand ; Frédéric Pieretti voix de remplacement) : jeune héros androgyne de la série, qui ne se sépare jamais de son casque argenté. Il est sensible, impétueux, et amoureux de Floriane. En combat, Cyril pilote la navette formant la tête du Grand Dan.

- Héraclès (Bongo Heracles) (VF : Michel Elias puis Marc François) : noir américain spécialiste en armement, responsable de l'arsenal du Bomber X ; redoutable au combat, Héraclès est un jeune homme sérieux et pragmatique, qui fait parfois preuve d'un caractère difficile ; mais il possède aussi un cœur d'or et est dévoué à ses camarades. Lui aussi semble éprouver des sentiments pour Floriane, bien qu'il cache ses émotions. Il se montre tout d'abord sceptique à propos des pouvoirs supposés de la jeune femme, voire même parfois agacé par ce qu'il considère comme des inepties. Il pilote la navette formant les bras et le torse du Grand Dan.

- Léo (Bigman Lee) (VF : Frédéric Pieretti) : petit homme rondouillard et comique, responsable du radar et des communications à bord du Bombardier. Quand il ne se goinfre pas de sucreries, c'est qu'il est en train de dormir ; malgré tout, il reste un soldat très compétent. En combat, il pilote la navette formant les jambes du Grand Dan.

- Docteur Ben (Doctor Benn Robinson) (VF : Robert Bazil) : commandant de la base lunaire et scientifique responsable du développement du "Projet X", Ben est un homme de paix et un chef d'une grande sagesse. Il trouvera la mort vers la fin de la série, (épisode 19), en défendant Floriane, alors que la jeune femme est menacée par un assassin robotique à la solde d'Uranor.

- Floriane (Lamia) (VF : Pascale Reynaud puis Aurélia Bruno) : jeune femme d'origine apparemment extraterrestre, trouvée par le père de Cyril à l'intérieur d'une capsule spatiale échouée sur Mars alors qu'elle n'était encore qu'un bébé. Elle est l'assistante du Docteur Ben, et travaille sur la Base Lunaire. Douce, sensible et détestant la violence, elle n'hésite pourtant pas à prendre part aux combats en cas d'absolue nécessité. Elle jouera aussi un rôle décisif dans la quête du Bombardier X. Vers la fin de la série, Floriane se révèle comme étant la fameuse "Force One" que convoite l'Empire Uranor. Dans le dernier épisode, elle se métamorphose et affronte seule Artus, l'Empereur d'Uranor. Elle meurt avec lui mais détruit tout L'Empire Uranor.

- Raspoutnik (Kirara) : garde du corps de Floriane, semblable à un gros yéti muni de petites antennes. D'une force colossale, il a été trouvé en même temps qu'elle et ne s'éloigne jamais d'elle. Incapable de parler, il ne s'exprime que par des grognements. Floriane semble avoir beaucoup d'affection pour lui. Il est mortellement blessé dans le dernier épisode et est aspiré dans l'espace.

- PPA (P.P. Adamsky) (VF : Michel Elias) : petit robot jaune sphérique travaillant avec le Docteur Ben sur la Base Lunaire. Autoritaire, snob, et un tantinet froussard, PPA passe son temps à donner des ordres et pester contre l'inefficacité des trois jeunes pilotes. Il agace tout particulièrement Héraclès, qui ne se prive jamais de le remettre à sa place. Malgré tout, PPA demeure un précieux allié pour l'équipage. C'est l'un des rares éléments comiques de la série.

### L'Empire Uranor (Germa Teikoku)
Principal antagoniste de la série, l'Empire Uranor est une alliance intergalactique multiraciale, dont les sbires sont conditionnés par l'intermédiaire de symbiotes cybernétiques pour assurer une loyauté sans faille vis-à-vis de leur empereur, préfigurant en cela les Borg de l'univers de Star Trek. Les hommes d'Uranor convoîtent Force One, un mystérieux pouvoir universel qui représente le seul obstacle face à l'expansion ultime de leur empire.
- Roi puis Empereur Artus (King Germa) (VF : André Valmy puis Henry Djanik) : empereur extraterrestre d'Uranor, semblable à un gigantesque colosse de pierre mécanisé. Il n'est que rarement vu "en personne", et communique avec ses troupes par hologramme. Il ne se montre réellement que dans les derniers épisodes. À la différence des autres personnages, le Roi Artus n'est pas une marionnette, mais un acteur en costume, en raison de sa taille colossale. Il meurt dans le dernier épisode, tué par Floriane.

- Commandant Gorgona (Commander Bloody-Mary) (VF : Annie Balestra) : commandant en chef des forces de l'Empire Uranor, qui a l'étrange particularité de posséder deux personnalités dans le même corps : bien que d'apparence femelle, elle possède une prothèse oculaire symbiotique en forme de masque qui prend parfois la parole à sa place, et s'exprime alors avec une voix masculine. Dans l'épisode 22, après le dédain de L'empereur Artus, elle tente de reconquérir son honneur en lançant avec son équipage une ultime attaque contre le bombardier X peu après la mort de Carzule. L'attaque échoue, elle tente de s’enfuir mais meurt littéralement écrasée par le Grand Dan, juste avant l'explosion de son vaisseau amiral.

- Amiral Carzule (Captain Kozlo) (VF : Christian Alers puis Jean-Paul Coquelin) : commandant en second d'Uranor d'âge moyen, et sous-fifre incompétent de Gorgona, il accumule les échecs face au Bombardier X et se fait systématiquement blâmer par sa maîtresse. Il porte lui aussi un implant oculaire, dans son cas ayant la forme d'un mille-pattes. Profondément humilié suite au dédain de L'Empereur, et souffrant en plus d'une blessure qui est censée le handicaper à vie, il trouve la mort lors d'une attaque suicide sur le Bombardier X, se rachetant in-extremis aux yeux de Gorgona dans l'épisode 22.

- Docteur Vulcanox (Professor Gedora) : officier scientifique d'Uranor, travaillant à bord du vaisseau amiral. Il ne participe pas beaucoup à l'action, mais lorsqu'il le fait, ses plans s'avèrent redoutablement efficaces. Il est entre autres le créateur du cyborg assassin censé tuer Floriane dans l'épisode 19. Peu de temps avant l'attaque suicide de Carzule, dans l'épisode 22, Vulcanox confie à Gorgona qu'il a conditionné le cerveau de l'amiral pour renforcer sa loyauté. Il meurt écrasé quand le Grand Dan commence à détruire le vaisseau de Gorgona. Son nom original vient du japonais « Gedo », qui signifie « démon », ou encore « hérésie ».
- Les Deux Généraux Borgnes d'Artus : Ce sont les nouveaux commandants d'Artus. Ils apparaissent pour la première fois dans l'épisode 22. Ils meurent durant la Bataille finale dans le dernier épisode avec leur maître.

- Soldats d'Uranor : cyborgs à la solde d'Uranor ; ils ressemblent à des fourmis humanoïdes robotisées, et pilotent généralement les chasseurs spatiaux d'Uranor. Dans l'épisode 19, un cyborg assassin spécialisé est mis au point par le Docteur Vulcanox dans le but de supprimer Floriane.

### Les Forces de Défenses Terriennes
- Général Christophe (General Kuroda) (VF : André Valmy) : Commandant en chef des Forces de Défense Terriennes. Lui et ses subordonnés dirigent les opérations depuis le Bureau de la Défense situé sur Terre. C'est un chef fragile mais digne, qui refusera toujours de capituler face à Uranor, quand bien même ses forces s'avèrent impuissantes face à l'ennemi.

- Capitaine Custer (Captain Caster) (VF : Frédéric Pieretti) : Commandant de la base Pluton Alpha, anciennement instructeur de Cyril et de ses amis, qui disparaît lors de la première attaque d'Uranor. Il sera torturé puis subira un lavage de cerveau, avant de revenir, transformé en cyborg désormais dévoué à Uranor. À l'image du Docteur Vulcanox, c'est un partisan de la ruse et de la tromperie plutôt que de l'action directe. Son implant oculaire rappelle un scorpion. Au cours d'un duel avec Cyril, dans l'épisode 12, cet implant est détruit, et Custer recouvre la mémoire. Mais, rongé par la honte, il demande alors à Cyril de le supprimer. Ce dernier refusant, Caster l'y oblige en lui tirant dessus, il le manque mais Cyril ne le rate pas.

### Autres personnages
- Capitaine Halley : mystérieux capitaine extraterrestre, à la tête d'un vaisseau spatial en forme de galion appelé le "Céphale". Lui et Floriane appartiennent au même peuple extra-terrestre (les "Espers") et sont destinés l'un à l'autre, ce qui rend Cyril jaloux. Dans le dernier épisode, lui et Floriane se fondent en un seul être pour affronter Artus.

- Professeur Sébastien Ginga (Saburo Ginga) : Célèbre scientifique et père de Cyril, qui a mystérieusement disparu de la Base Lunaire peu après la mise en chantier du Projet X. Il réapparaît dans les derniers épisodes, prenant le commandement du Bombardier X après la mort du Docteur Ben.

## Méchas
- Bombardier Xanta / Bombardier X (X-Bomber) : prototype de croiseur spatial révolutionnaire, mis au point à la fin de la Troisième Guerre de l'Espace. Bien qu'encore au stade expérimental et n'ayant même pas subi de tests de combat, il représente le dernier espoir de la Terre face à Uranor. Il dispose d'un armement important, dont le Duo-laser frontal, et le puissant Rayon Xanta, seule arme capable d'infliger de lourds dommages au vaisseau amiral de Gorgona. Le Bombardier X transporte également 3 chasseurs de combat capables de se combiner pour former un unique robot géant :
  - Chasseur "Cerveau" (Brainder) : chasseur piloté par Cyril, formant la tête du Grand Dan.
  - Chasseur "Corps" (Jumbody) : chasseur plus lourd piloté par Héraclés, formant le torse et les bras du Grand Dan.
  - Chasseur "Jambes" (Legstar) : chasseur pouvant évoluer sur le sol, piloté par Léo, et formant les jambes du Grand Dan.

- Le Grand Dan (Big Dai-X) : robot géant résultant de l'union des trois chasseurs portés par le Bombardier X. Bien que capable d'opérer dans l'espace, il sera avant tout utilisé dans les missions à la surface des planètes, où sa force fait merveille. Le Grand Dan dispose d'un armement important, notamment une version "miniature" du rayon Xanta qui s'avère dévastatrice. Le Grand Dan est interprété par un acteur en costume, dans la tradition des séries de sentai.

- Céphale : mystérieux vaisseau fantôme dont la forme rappelle celle d'un galion, voyageant à travers l'espace, et dont l'équipage porte parfois secours au Bombardier X.

- Vaisseau Planétaire d'Uranor : gigantesque forteresse mobile (de la taille d'une planète entière), qui fait son apparition dans les derniers épisodes. Elle sert à la fois de vaisseau de guerre et de moyen de transport pour le Roi Artus. Virtuellement indestructible, il faudra l'intervention de Floriane pour que ce mastodonte soit anéanti.

- Croiseur d'Uranor : immense vaisseau spatial de plus de 1,6 km de long, dont l'aspect rappelle vaguement celui d'un poisson-chat, et servant de base d'opération aux forces d'Uranor. En plus de son armement surpuissant, il transporte plusieurs escadrilles de forteresses volantes et de chasseurs spatiaux.

- Forteresses volantes d'Uranor : vaisseaux escorteurs lourdement armés, ressemblant à des fourmis géantes, capables d'emporter jusqu'à six chasseurs au cœur des combats. Carzule est souvent présent à bord de l'engin de tête.

- Chasseurs d'Uranor (Germa Fighters) : chasseurs spatiaux formant le gros des troupes d'Uranor ; bien qu'ils se révèlent redoutables face aux forces régulières de la Terre, ils ne feront pas le poids face au Bombardier X.

- Astro-chasseurs de la Défense Terrienne (EDF Fighters) : chasseurs spatiaux des forces de défense de la Terre ; il en existe de deux types : les premiers comparables à des avions de chasse, et les seconds, ressemblant plutôt à des engins en forme de disque.

## Commentaires
L'utilisation de marionnettes pour cette série est due à la série Les Sentinelles de l'air, bien que le procédé d'animation soit ici différent. Ici, il ne s'agit plus en effet de marionnettes à fil, mais de marionnettes dites « à tige », dont l'animation se fait par en dessous, ce qui permet un contrôle plus précis, mais limite également le mouvement (les personnages sont, la plupart du temps, filmés en plan moyen ou assis ; les plans « en pied » sont quasi inexistants). Bomber X se démarque aussi de son modèle par un scénario plus complexe, qui suit un fil directeur clair, ainsi que par des effets spéciaux et une esthétique plus recherchés (on retiendra notamment l'apparence très réussie des officiers de l'Empire Uranor). De plus, de nombreux éléments permettent de l'identifier en tant que production typiquement japonaise, notamment l'introduction d'un robot géant (en fait un acteur en costume), le Grand Dan, dans certaines scènes de combat ; le scénario original, écrit par Go Nagai, père de Goldorak, propose un mélange riche de science-fiction, de mysticisme, et de fable à caractère apocalyptique, qui se rapproche plus de la Dark Fantasy, et détonne largement d'avec le contenu généralement plus léger de la série Les Sentinelles de l'air. Récemment ré-éditée en DVD, cette série bénéficie d'une réalisation très soignée, et reste une remarquable tentative de modernisation de la technique de la Supermarionation inventée par Gerry Anderson.
Durant le générique, une série de plans rapprochés montrent les personnages de Cyril et Héraclès à bord du Bomber X, repoussant une attaque d'Uranor grâce aux tourelles laser du vaisseau ; cette scène est un hommage évident à l'une des scènes spatiales de Star Wars, épisode IV : Un nouvel espoir, où Han Solo et Luke Skywalker combattent un escadron de chasseurs TIE aux commandes du Faucon Millenium, par l'intermédiaire de tourelles laser similaires.

## Génériques
La chanson du générique original est Soldier in the Space par le groupe Bow Wow, sortie en single et sur l'album de la série en 1980.
Le générique français est interprété par Lionel Leroy. À noter également que les musiques de la série sont sorties à l'époque en 33 tours en France, produit et réalisé par Shuki Levy. Dans ce 33 tours figurent le générique de la série mais également deux chansons, L'Attaque de Bomber interprétée par Noam Kaniel et La Guerre dans l'espace interprétée par Dominique Mancinelli,
Le générique anglais était quant à lui écrit et interprété par Paul Bliss. Il a ensuite été repris par Brian May, guitariste du groupe Queen, qui était lui-même un adepte de la série, d'où un album solo sorti en 1983 sous le titre de Star Fleet Project.

## DVD
La série a eu droit à plusieurs éditions dans divers pays.
- France :

La série a connu une édition en VHS dans les années 1980 puis deux éditions DVD .
- Bomber X version remastérisée : L'Intégrale Collector (Coffret 5 DVD + livret 24 pages) sorti le 9 septembre 2009 chez Kaze. Le ratio image est en 1.33:1 plein écran 4:3 en version français sans sous-titres. En suppléments : un making of (15 minutes), un clip vidéo en anglais, le premier épisode en version anglaise, fiches personnages. Il s'agit d'une édition Zone 2 Pal. (ASIN B002DVA05O)
- Bomber X Intégrale (Coffret 4 DVD) sorti le 17 novembre 2010 chez Kaze. Il s'agit du même contenu que le précédent volet mais avec un packaging différent et sans les suppléments. Il s'agit d'une édition Zone 2 Pal. (ASIN B004618D3U)
- Royaume-Uni :

La série a eu une édition.
- Star Fleet The Complete Series (Coffret 4 DVD) sorti le 1er janvier 2011 chez Freemantle. Le ratio image est en 1.33:1 plein écran 4:3 en version anglaise sans sous-titres. En suppléments : Un making of de 34 minutes, un clip vidéo en anglais, croquis de production, photos des coulisses, biographies des personnages, synopsis des épisodes, synopsis de la série, descriptions des machines, produits dérivés. Il s'agit d'une édition Zone 2 Pal. (ASIN B004K8WJ66)
- Australie :

La série a eu une édition.
- Star Fleet The Complete Series (Coffret métallique 4 DVD + comic book 54 pages) sorti le 2 février 2009 chez Shock. Le ratio image est en 1.33.1 plein écran en version anglaise sans sous-titres. Les suppléments sont identiques à l'édition anglaise parue en 2011. Il s'agit d'une édition Zone 4 Pal. (ASIN B01I07TUDC)